# Juan Manuel Eguiagaray
Juan Manuel Eguiagaray Ucelay, né le 25 décembre 1945 à Bilbao et mort le 29 mai 2025, est un homme politique espagnol, membre du Parti socialiste ouvrier espagnol (PSOE).
Élu député au Parlement basque en 1980, il devient vice-secrétaire général du Parti socialiste du Pays basque-PSOE cinq ans plus tard, mais renonce à toutes ses fonctions en 1988, lorsqu'il est nommé délégué du gouvernement, d'abord en Murcie, puis au Pays basque.
En 1991, il entre au gouvernement, en tant que ministre des Administrations publiques. Nommé, deux ans plus tard, ministre de l'Industrie, il est élu au Congrès des députés en 1996, où il exerce, pendant huit mois, la direction du groupe socialiste. Il se retire de la vie politique en 2004.

## Biographie

### Formation
Juan Manuel Eguiagaray est diplômé en droit et en sciences économiques de l'université de Deusto, où il a enseigné, ayant poursuivi son cursus économiques à l'université de Nancy.

### Carrière au Pays basque
Juan Manuel Eguiagaray adhère au Parti socialiste ouvrier espagnol en 1977 et est élu, trois ans plus tard, député régional au Parlement basque. En novembre 1982, il remplace Txiki Benegas en tant que porte-parole du groupe du Parti socialiste du Pays basque-PSOE (PSE-PSOE), mais cède sa place après sa réélection, en 1984.
Lors du congrès du PSE-PSOE, organisé en avril 1985, il est désigné vice-secrétaire général, sous la direction de Benegas. Il est réélu lors du congrès de juin 1988, Ramón Jáuregui devenant secrétaire général.

### Délégué du gouvernement
À peine trois mois plus tard, le 24 septembre 1988, Juan Manuel Eguiagaray devient délégué du gouvernement dans la région de Murcie, causant une certaine surprise au sein de la classe politique basque, étant donné le pouvoir qu'il exerçait, de facto, au sein du PSE-PSOE. 
Toutefois, bénéficiant de toute la confiance du ministre José Luis Corcuera et du secrétaire d'État Rafael Vera, avec qui il a participé à des négociations avec l'ETA, il retourne au Pays basque le 22 décembre 1989, plus d'un mois et demi après la destitution du précédent délégué du gouvernement.

### Ministre de González
Lors de l'important remaniement ministériel du 13 mars 1991, Juan Manuel Eguiagaray est nommé ministre des Administrations publiques, en remplacement de Joaquín Almunia et à la suite du refus de Txiki Benegas d'assumer ce portefeuille ministériel. Après les élections générales anticipées du 6 juin 1993, auxquelles il n'est pas candidat, il devient ministre de l'Industrie et de l'Énergie.

### Député et fin de parcours
Candidat aux élections générales anticipées du 3 mars 1996 dans la région de Murcie, Juan Manuel Eguiagaray est élu au Congrès des députés, alors que le Parti socialiste est défait, de justesse, par le Parti populaire (PP). Environ un an et demi plus tard, le 10 septembre 1997, il est élu, par acclamation, porte-parole du groupe PSOE, avec Jesús Caldera au poste de secrétaire général. Josep Borrell, élu candidat à la présidence du gouvernement au cours d'une élection primaire, lui succède le 26 mai 1998. À la suite des élections générales du 12 mars 2000, il est désigné premier vice-président de la commission de l'Économie et des Finances du Congrès. Il ne se représente pas aux élections générales du 14 mars 2004 et rejoint le secteur privé, comme EADS CASA.

### Mort
Juan Manuel Eguiagaray meurt le 29 mai 2025, à l'âge de 79 ans.

### Liens
- Ressource relative à la recherche :   - Dialnet
- Notices d'autorité :   - Espagne